# Río Arve
El río Arve es un río de Francia y Suiza, un afluente del río Ródano. Nace en valle de Chamonix, en los Alpes y recoge las aguas de diversos torrentes del lado noroeste del macizo del Mont Blanc. 
Tiene una longitud de 102 km, discurriendo su mayor parte en la Alta Saboya (Francia), excepto los últimos kilómetros que transcurre por Ginebra (Suiza).
Desemboca en el Ródano en su curso medio, un kilómetro después de que este haya atravesado el lago Lemán.

## Comunas que atraviesa

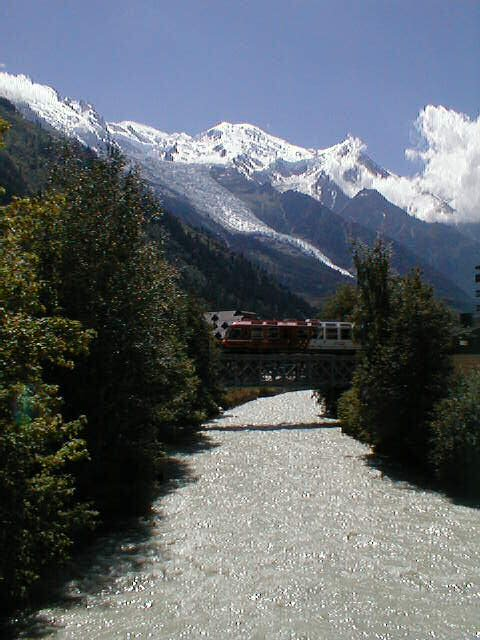
El río Arve en Chamonix

El Arve, en Francia, discurre por Chamonix, Les Houches, Servoz, Passy, Sallanches, Magland, Cluses, Scionzier, Thyez, Marnaz, Vougy, Marignier, Ayse, Bonneville, Arenthon, Faucigny, Scientrier, Reignier, Contamine-sur-Arve, Nangy, Arthaz-Pont-Notre-Dame, Monnetier-Mornex, Vétraz-Monthoux, Étrembières, Annemasse, Gaillard, y en su recorrido final suizo por Thônex, Veyrier, Chêne-Bougeries, Carouge y Ginebra.

## Afluentes
Los principales afluentes del Arve son los siguientes ríos: Arveyron, Bonnant, Giffre, Borne, Menoge, Sallanche, Diosaz, Foron, Seymaz y Aire.